# Polypedates mutus
Polypedates mutus é uma espécie de anfíbio da família Rhacophoridae.
Pode ser encontrada nos seguintes países: China, Myanmar, Vietname, e possivelmente Laos e Tailândia.
Os seus habitats naturais são: florestas subtropicais ou tropicais húmidas de baixa altitude, regiões subtropicais ou tropicais húmidas de alta altitude, pântanos, marismas de água doce, marismas intermitentes de água doce, lagoas e terras irrigadas.
Está ameaçada por perda de habitat.